# Kashief King
Kashief King (* 19. Januar 1998 in Cochrane Village) ist ein Leichtathlet aus Trinidad und Tobago, der sich auf den Sprint spezialisiert hat.

## Sportliche Laufbahn
Erste Erfahrungen bei internationalen Meisterschaften sammelte Kashief King bei den CARIFTA Games 2014 in Fort-de-France, bei denen er in 50,38 s den achten Platz im 400-Meter-Lauf in der U18-Altersklasse belegte und mit der 4-mal-400-Meter-Staffel in 3:13,77 min die Bronzemedaille gewann. Anschließend schied er bei den Zentralamerika- und Karibikjugendmeisterschaften in Morelia mit 49,02 s in der Vorrunde über 400 Meter aus und siegte mit der Staffel in 3:13,93 min. Daraufhin startete er bei den Olympischen Jugendspielen in Nanjing und wurde dort in 47,94 s Dritter im B-Finale über 400 Meter. 2016 schied er bei den U20-Weltmeisterschaften in Bydgoszcz mit 50,06 s in der ersten Runde über 400 Meter aus und belegte mit der Staffel in 3:08,28 min den sechsten Platz. Im Jahr darauf gelangte er bei den CARIFTA Games in Willemstad mit 47,82 s auf Rang fünf über 400 Meter und siegte in 3:09,32 min im Staffelbewerb in der U20-Altersklasse. 2019 begann er ein Studium an der University of Illinois at Urbana-Champaign in den Vereinigten Staaten und 2022 verhalf er der 4-mal-400-Meter-Staffel bei den Weltmeisterschaften in Eugene zum Finaleinzug. Anschließend schied er bei den Commonwealth Games in Birmingham mit 48,08 s in der ersten Runde über 400 Meter aus und verhalf der Staffel ebenfalls zum Finaleinzug und trug somit zum Gewinn der Goldmedaille bei.
2016 wurde King Landesmeister in der 4-mal-400-Meter-Staffel.

## Persönliche Bestzeiten
- 400 Meter: 46,79 s, 25. Juni 2022 in Port-of-Spain
  - 400 Meter (Halle): 49,52 s, 12. Februar 2021 in Iowa City